# Populus schischkinii
Populus schischkinii är en videväxtart som beskrevs av Grossheim. Populus schischkinii ingår i släktet popplar, och familjen videväxter. Inga underarter finns listade i Catalogue of Life.